# Goyazianthus
Goyazianthus là một chi thực vật có hoa trong họ Cúc (Asteraceae).

## Loài
Chi Goyazianthus gồm các loài: